# Variimorda inomatai
Variimorda inomatai es una especie de coleóptero de la familia Mordellidae.

## Distribución geográfica
Habita en Japón.